# 러시아 농구 연맹
러시아 농구 연맹(러시아어: Российская федерация баскетбола, РФБ)은 러시아의 농구 종목 행정을 총괄하는 스포츠 행정 기구로 소련 농구 연맹의 후신이다. 1991년에 설립되었으며 이듬해인 1992년 국제 농구 연맹(FIBA)에 가입했다. 러시아 행정 구역별 농구 협회, 러시아 리그, 국가대표팀을 관할하고 있으며 본부는 모스크바에 있다.